# Sportverein Darmstadt 1898 1987-1988
Questa voce raccoglie le informazioni riguardanti lo Sportverein Darmstadt 1898 nelle competizioni ufficiali della stagione 1987-1988.

## Stagione
Nella stagione 1987-1988 il Darmstadt, allenato da Klaus Schlappner, concluse il campionato di 2. Bundesliga al 3º posto. In Coppa di Germania il Darmstadt fu eliminato al secondo turno dal Schwarz-Weiß Essen.

## Rosa
| N. |                     | Ruolo | Calciatore       |
| -- | ------------------- | ----- | ---------------- |
|    | Germania (bandiera) | P     | Rainer Berg      |
|    | Germania (bandiera) | P     | Wilhelm Huxhorn  |
|    | Germania (bandiera) | D     | Frank Dörr       |
|    | Germania (bandiera) | D     | Karl-Heinz Emig  |
|    | Germania (bandiera) | D     | Stefan Glaser    |
|    | Germania (bandiera) | D     | Freddy Heß       |
|    | Germania (bandiera) | D     | Volker Kispert   |
|    | Germania (bandiera) | D     | Gerhard Lachmann |
|    | Germania (bandiera) | D     | Roger Prinzen    |
|    | Germania (bandiera) | D     | Rainer Scholz    |
|    | Germania (bandiera) | D     | Bernhard Trares  |
|    | Germania (bandiera) | C     | Willi Bernecker  |

| N. |                     | Ruolo | Calciatore        |
| -- | ------------------- | ----- | ----------------- |
|    | Cina (bandiera)     | C     | Gu Guangming      |
|    | Germania (bandiera) | C     | Michael Hab       |
|    | Germania (bandiera) | C     | Martin Kowalewski |
|    | Germania (bandiera) | C     | Oliver Posniak    |
|    | Germania (bandiera) | C     | Rafael Sánchez    |
|    | Germania (bandiera) | C     | Uwe Schreml       |
|    | Germania (bandiera) | A     | Henrik Eichenauer |
|    | Germania (bandiera) | A     | Dieter Gutzler    |
|    | Germania (bandiera) | A     | Uwe Kuhl          |
|    | Germania (bandiera) | A     | Michael Künast    |
|    | Germania (bandiera) | A     | Bodo Mattern      |
|    | Germania (bandiera) | A     | Dieter Trunk      |

## Organigramma societario
Area tecnica
- Allenatore: Klaus Schlappner
- Allenatore in seconda:
- Preparatore dei portieri:
- Preparatori atletici:

## Calciomercato

### Sessione estiva
| Acquisti | Acquisti      | Acquisti                | Acquisti |
| R.       | Nome          | da                      | Modalità |
| -------- | ------------- | ----------------------- | -------- |
| D        | Rainer Scholz | Waldhof Mannheim        |          |
| C        | Gu Guangming  | Qingdao Hailifeng       |          |
| D        | Freddy Heß    | SV Südwest Ludwigshafen |          |
| A        | Bodo Mattern  | Blau-Weiß Berlin        |          |
| C        | Uwe Schreml   | Hessen Kassel           |          |
| A        | Dieter Trunk  | Kaiserslautern          |          |

| Cessioni | Cessioni       | Cessioni              | Cessioni |
| R.       | Nome           | a                     | Modalità |
| -------- | -------------- | --------------------- | -------- |
| C        | Thomas Herbst  | Borussia M'gladbach   |          |
| D        | Thomas Klepper | Eintracht Francoforte |          |
| A        | Bruno Labbadia | Amburgo               |          |
| C        | Nenad Šalov    | Sportfreunde Freiburg |          |
| A        | Stefan Wöber   | Rot-Weiss Francoforte |          |

### Sessione invernale
| Acquisti | Acquisti          | Acquisti         | Acquisti |
| R.       | Nome              | da               | Modalità |
| -------- | ----------------- | ---------------- | -------- |
| A        | Henrik Eichenauer | Waldhof Mannheim |          |

| Cessioni | Cessioni | Cessioni | Cessioni |
| R.       | Nome     | a        | Modalità |
| -------- | -------- | -------- | -------- |

## Risultati

### 2. Bundesliga

#### Girone di andata
| Arbitro: | Pauly |

|  |           |                    |
|  | Marcatori | 64’ Mattern 83’ Gu |

| Arbitro: | Dardenne |

|             |           |  |
| Gu 26’, 64’ | Marcatori |  |

| Arbitro: | Kriegelstein |

|              |           |             |
| Delzepich 8’ | Marcatori | 87’ Gutzler |

| Arbitro: | Richmann |

|        |           |           |
| Gu 44’ | Marcatori | 62’ Kloss |

| Arbitro: | Steinborn |

|            |           |  |
| Helmes 15’ | Marcatori |  |

| Arbitro: | Correll |

|                            |           |               |
| Gutzler 4’ Emig 49’ (rig.) | Marcatori | 35’ Noruschat |

| Arbitro: | Mierswa |

|  |           |             |
|  | Marcatori | 82’ Sánchez |

| Arbitro: | Albrecht |

|                              |           |            |
| Heß 51’ Gutzler 67’ Kuhl 88’ | Marcatori | 73’ Kremer |

| Arbitro: | Krug |

|            |           |          |
| Thoben 34’ | Marcatori | 20’ Kuhl |

| Arbitro: | Eli |

|                                                     |           |  |
| Sánchez 27’ Gu 32’ Mattern 76’ Kuhl 85’ Posniak 90’ | Marcatori |  |

| Bochum 19 settembre 1987, ore 15:00 CEST 11ª giornata | Wattenscheid 09 | 0 – 0 referto | Darmstadt | Lohrheidestadion (2 300 spett.)\| Arbitro: \| Reinstädtler \| |
| Arbitro:                                              | Reinstädtler    |               |           |                                                               |

| Arbitro: | Bruch |

|         |           |         |
| Kuhl 7’ | Marcatori | 3’ Sané |

| Arbitro: | Berg |

|                |           |  |
| Gu 2’ Kuhl 27’ | Marcatori |  |

| Arbitro: | Barnick |

|                               |           |                      |
| Bargfrede 46’, 69’ Wenzel 90’ | Marcatori | 20’ Kuhl 45’ Posniak |

| Arbitro: | Ahlenfelder |

|  |           |                             |
|  | Marcatori | 9’ Schlumberger 75’ Schüler |

| Oberhausen 31 ottobre 1987, ore 15:00 CET 16ª giornata | RW Oberhausen | 0 – 0 referto | Darmstadt | Niederrheinstadion (4 000 spett.)\| Arbitro: \| Gabor \| |
| Arbitro:                                               | Gabor         |               |           |                                                          |

| Arbitro: | Kröger |

|              |           |  |
| Lachmann 65’ | Marcatori |  |

| Arbitro: | Werner |

|               |           |  |
| Jurgeleit 21’ | Marcatori |  |

| Arbitro: | Müller |

|             |           |            |
| Posniak 55’ | Marcatori | 76’ Marmon |

#### Girone di ritorno
| Arbitro: | Kentsch |

|                                 |           |                              |
| Trunk 5’ Posniak 70’ Künast 70’ | Marcatori | 15’ Rohrbacher 21’ Schneider |

| Arbitro: | Eli |

|  |           |            |
|  | Marcatori | 28’ Künast |

| Darmstadt 20 febbraio 1988, ore 15:00 CET 22ª giornata | Darmstadt  | 0 – 0 referto | Alemannia Aquisgrana | Stadion am Böllenfalltor (4 000 spett.)\| Arbitro: \| Tritschler \| |
| Arbitro:                                               | Tritschler |               |                      |                                                                     |

| Arbitro: | Reinstädtler |

|            |           |         |
| Müller 21’ | Marcatori | 77’ Heß |

| Arbitro: | Wiesel |

|             |           |  |
| Gutzler 90’ | Marcatori |  |

| Arbitro: | Harder |

|                    |           |                 |
| Abramczik 69’, 86’ | Marcatori | 28’ (rig.) Emig |

| Arbitro: | Steinborn |

|             |           |  |
| Sánchez 31’ | Marcatori |  |

| Arbitro: | Bruch |

|                            |           |  |
| Schmitz 8’, 89’ Tilner 58’ | Marcatori |  |

| Arbitro: | Löwer |

|                 |           |            |
| Emig 41’ (rig.) | Marcatori | 35’ Thoben |

| Arbitro: | Malbranc |

|  |           |          |
|  | Marcatori | 20’ Kuhl |

| Arbitro: | Föckler |

|              |           |              |
| Lachmann 62’ | Marcatori | 60’ Jankovic |

| Arbitro: | Dardenne |

|             |           |                 |
| Streich 26’ | Marcatori | 36’ (rig.) Emig |

| Arbitro: | Wiesel |

|            |           |         |
| Stadler 5’ | Marcatori | 20’ Heß |

| Darmstadt 4 maggio 1988, ore 15:00 CEST 33ª giornata | Darmstadt | 0 – 0 referto | St. Pauli | Stadion am Böllenfalltor (10 000 spett.)\| Arbitro: \| Theobald \| |
| Arbitro:                                             | Theobald  |               |           |                                                                    |

| Arbitro: | Kasper |

|                       |           |  |
| Wilbois 4’ Gaedke 51’ | Marcatori |  |

| Arbitro: | Rubel |

|                             |           |  |
| Gutzler 48’, 60’ Künast 81’ | Marcatori |  |

| Arbitro: | Barnick |

|                        |           |                 |
| Spies 38’ Steubing 90’ | Marcatori | 14’, 46’ Trares |

| Arbitro: | Heitmann |

|                                 |           |              |
| Gutzler 16’ Trares 23’ Emig 44’ | Marcatori | 49’ Dubovina |

| Arbitro: | Weber |

|            |           |                      |
| Helmer 80’ | Marcatori | 50’ Gutzler 65’ Kuhl |

### Coppa di Germania
| Arbitro: | Wittke |

|  |           |                                 |
|  | Marcatori | 5’ Dörr 52’, 89’ Trunk 60’ Emig |

| Arbitro: | Frorath |

|             |           |  |
| Müffler 41’ | Marcatori |  |

## Statistiche

### Statistiche di squadra
| Competizione      | Punti | In casa | In casa | In casa | In casa | In casa | In casa | In trasferta | In trasferta | In trasferta | In trasferta | In trasferta | In trasferta | Totale | Totale | Totale | Totale | Totale | Totale | DR  |
| Competizione      | Punti | G       | V       | N       | P       | Gf      | Gs      | G            | V            | N            | P            | Gf           | Gs           | G      | V      | N      | P      | Gf     | Gs     | DR  |
| ----------------- | ----- | ------- | ------- | ------- | ------- | ------- | ------- | ------------ | ------------ | ------------ | ------------ | ------------ | ------------ | ------ | ------ | ------ | ------ | ------ | ------ | --- |
| 2. Bundesliga     | 47    | 19      | 11      | 7       | 1       | 31      | 12      | 19           | 5            | 8            | 6            | 17           | 20           | 38     | 16     | 15     | 7      | 48     | 32     | +16 |
| Coppa di Germania | -     | 0       | 0       | 0       | 0       | 0       | 0       | 2            | 1            | 0            | 1            | 4            | 1            | 2      | 1      | 0      | 1      | 4      | 1      | +3  |
| Totale            | 47    | 19      | 11      | 7       | 1       | 31      | 12      | 21           | 6            | 8            | 7            | 21           | 21           | 40     | 17     | 15     | 8      | 52     | 33     | +19 |

### Andamento in campionato
| Giornata  | 1 | 2 | 3 | 4 | 5 | 6 | 7 | 8 | 9 | 10 | 11 | 12 | 13 | 14 | 15 | 16 | 17 | 18 | 19 | 20 | 21 | 22 | 23 | 24 | 25 | 26 | 27 | 28 | 29 | 30 | 31 | 32 | 33 | 34 | 35 | 36 | 37 | 38 |
| --------- | - | - | - | - | - | - | - | - | - | -- | -- | -- | -- | -- | -- | -- | -- | -- | -- | -- | -- | -- | -- | -- | -- | -- | -- | -- | -- | -- | -- | -- | -- | -- | -- | -- | -- | -- |
| Luogo     | T | C | T | C | T | C | T | C | T | C  | T  | C  | C  | T  | C  | T  | C  | T  | C  | C  | T  | C  | T  | C  | T  | C  | T  | C  | T  | C  | T  | T  | C  | T  | C  | T  | C  | T  |
| Risultato | V | V | N | N | P | V | V | V | N | V  | N  | N  | V  | P  | P  | N  | V  | P  | N  | V  | V  | N  | N  | V  | P  | V  | P  | N  | V  | N  | N  | N  | N  | P  | V  | N  | V  | V  |
| Posizione | 5 | 3 | 3 | 3 | 7 | 3 | 2 | 1 | 1 | 1  | 1  | 2  | 1  | 2  | 2  | 2  | 2  | 4  | 4  | 3  | 3  | 3  | 4  | 4  | 4  | 3  | 3  | 4  | 4  | 4  | 4  | 3  | 4  | 7  | 5  | 5  | 4  | 3  |

Legenda:

Luogo: C = Casa; T = Trasferta. Risultato: V = Vittoria; N = Pareggio; P = Sconfitta.

### Statistiche dei giocatori
| Giocatore     | 2. Bundesliga | 2. Bundesliga | 2. Bundesliga | 2. Bundesliga | Relegation Bundesliga | Relegation Bundesliga | Relegation Bundesliga | Relegation Bundesliga | Coppa di Germania | Coppa di Germania | Coppa di Germania | Coppa di Germania | Totale   | Totale | Totale      | Totale     |
| Giocatore     | Presenze      | Reti          | Ammonizioni   | Espulsioni    | Presenze              | Reti                  | Ammonizioni           | Espulsioni            | Presenze          | Reti              | Ammonizioni       | Espulsioni        | Presenze | Reti   | Ammonizioni | Espulsioni |
| ------------- | ------------- | ------------- | ------------- | ------------- | --------------------- | --------------------- | --------------------- | --------------------- | ----------------- | ----------------- | ----------------- | ----------------- | -------- | ------ | ----------- | ---------- |
| R. Berg       | 38            | 0             | 0             | 0             | 3                     | 0                     | 0                     | 0                     | 2                 | 0                 | 0                 | 0                 | 43       | 0      | 0           | 0          |
| W. Bernecker  | 20            | 0             | 1             | 0             | 3                     | 0                     | 0                     | 0                     | 1                 | 0                 | 1                 | 0                 | 24       | 0      | 2           | 0          |
| F. Dörr       | 14            | 0             | 0             | 0             | 1                     | 0                     | 0                     | 0                     | 2                 | 1                 | 0                 | 0                 | 17       | 1      | 0           | 0          |
| H. Eichenauer | 4             | 0             | 0             | 0             | 0                     | 0                     | 0                     | 0                     | 0                 | 0                 | 0                 | 0                 | 4        | 0      | 0           | 0          |
| K. Emig       | 36            | 5             | 7             | 0             | 3                     | 0                     | 2                     | 0                     | 2                 | 1                 | 0                 | 0                 | 41       | 6      | 9           | 0          |
| S. Glaser     | 6             | 0             | 0             | 0             | 0                     | 0                     | 0                     | 0                     | 0                 | 0                 | 0                 | 0                 | 6        | 0      | 0           | 0          |
| G. Gu         | 32            | 6             | 2             | 1             | 3                     | 1                     | 0                     | 0                     | 2                 | 0                 | 0                 | 0                 | 37       | 7      | 2           | 1          |
| D. Gutzler    | 29            | 8             | 6             | 0             | 3                     | 1                     | 0                     | 0                     | 2                 | 0                 | 1                 | 0                 | 34       | 9      | 7           | 0          |
| M. Hab        | 1             | 0             | 0             | 0             | 0                     | 0                     | 0                     | 0                     | 0                 | 0                 | 0                 | 0                 | 1        | 0      | 0           | 0          |
| F. Heß        | 36            | 3             | 6             | 0             | 3                     | 0                     | 0                     | 0                     | 2                 | 0                 | 1                 | 0                 | 41       | 3      | 7           | 0          |
| W. Huxhorn    | 0             | 0             | 0             | 0             | 0                     | 0                     | 0                     | 0                     | 0                 | 0                 | 0                 | 0                 | 0        | 0      | 0           | 0          |
| V. Kispert    | 16            | 0             | 2             | 0             | 0                     | 0                     | 0                     | 0                     | 1                 | 0                 | 0                 | 0                 | 17       | 0      | 2           | 0          |
| M. Kowalewski | 1             | 0             | 0             | 0             | 0                     | 0                     | 0                     | 0                     | 0                 | 0                 | 0                 | 0                 | 1        | 0      | 0           | 0          |
| U. Kuhl       | 23            | 8             | 6             | 0             | 3                     | 1                     | 0                     | 0                     | 0                 | 0                 | 0                 | 0                 | 26       | 9      | 6           | 0          |
| M. Künast     | 15            | 3             | 4             | 0             | 2                     | 0                     | 1                     | 0                     | 1                 | 0                 | 0                 | 0                 | 18       | 3      | 5           | 0          |
| G. Lachmann   | 36            | 2             | 6             | 0             | 3                     | 0                     | 0                     | 0                     | 2                 | 0                 | 0                 | 0                 | 41       | 2      | 6           | 0          |
| B. Mattern    | 17            | 2             | 3             | 0             | 0                     | 0                     | 0                     | 0                     | 1                 | 0                 | 0                 | 0                 | 18       | 2      | 3           | 0          |
| O. Posniak    | 37            | 4             | 5             | 0             | 3                     | 1                     | 2                     | 0                     | 2                 | 0                 | 0                 | 0                 | 42       | 5      | 7           | 0          |
| R. Prinzen    | 10            | 0             | 1             | 0             | 0                     | 0                     | 0                     | 0                     | 0                 | 0                 | 0                 | 0                 | 10       | 0      | 1           | 0          |
| R. Scholz     | 16            | 0             | 3             | 0             | 3                     | 0                     | 2                     | 0                     | 0                 | 0                 | 0                 | 0                 | 19       | 0      | 5           | 0          |
| U. Schreml    | 32            | 0             | 3             | 1             | 1                     | 0                     | 0                     | 0                     | 2                 | 0                 | 0                 | 0                 | 35       | 0      | 3           | 1          |
| R. Sánchez    | 27            | 3             | 3             | 0             | 3                     | 0                     | 2                     | 0                     | 1                 | 0                 | 0                 | 0                 | 31       | 3      | 5           | 0          |
| B. Trares     | 24            | 3             | 1             | 0             | 1                     | 0                     | 0                     | 0                     | 1                 | 0                 | 0                 | 0                 | 26       | 3      | 1           | 0          |
| D. Trunk      | 15            | 1             | 2             | 0             | 0                     | 0                     | 0                     | 0                     | 2                 | 2                 | 0                 | 0                 | 17       | 3      | 2           | 0          |